# Reid Spur
Il Reid Spur (in lingua inglese: Sperone Reid), è uno sperone roccioso antartico, lungo 9 km, che si sviluppa in direzione nord lungo il fianco orientale del Ghiacciaio Ramsey, staccandosi da una prominenza rocciosa situata 6 km a nordovest del Monte Bellows, nei Monti della Regina Maud, in Antartide.
La denominazione è stata assegnata dall'Advisory Committee on Antarctic Names (US-ACAN) in onore del Chief Warrant Officer James S. Reid, membro dell'U.S. Army Aviation Detachment, che aveva partecipato all'esplorazione di quest'area con la Texas Tech Shackleton Glacier Expedition, la spedizione geologica nella zona del Ghiacciaio Shackleton condotta dalla Texas Tech University nel 1964–65.